# Taeniophyllum whistleri
Taeniophyllum whistleri är en orkidéart som beskrevs av Phillip James Cribb. Taeniophyllum whistleri ingår i släktet Taeniophyllum och familjen orkidéer.
Artens utbredningsområde är Samoa. Inga underarter finns listade i Catalogue of Life.